# 蜂巢体育场
蜂巢体育场是位于伦敦埃奇韋爾的一座足球场。它建在伦敦哈羅區卡农公园的爱德华王子市政运动场的旧址上。该体育场是参加英格蘭足球全國聯賽的巴尼特足球俱乐部和参加英足总女子锦标赛的伦敦蜜蜂队的主场，也在2019-2022年曾是托特纳姆热刺女子足球队的主场。
该体育场的官方总容量为6500人，目前的上座率记录为6215人，是在2019年1月28日巴尼特3-3战平布伦特福德的比赛中创下的。

## 国际比赛
2015年3月25日，蜂巢体育场举办了首场国际比赛，英格兰U-20以1-1战平墨西哥U-20。